# Cayennekievit
De cayennekievit (Hoploxypterus cayanus; synoniem: Vanellus cayanus) behoort tot de familie van kieviten en plevieren (Charadriidae).

## Kenmerken
Deze vogel een opmerkend kenmerk gemeen met de sporenkievit: de lange, scherpe sporen aan de voorzijde van de vleugel. Volwassen dieren meten in totaal ongeveer 36 centimeter.

## Verspreiding
De Cayennekievit komt voor in open en halfopen gebieden in Zuid-Amerika, met name van oostelijk Colombia tot zuidoostelijk Brazilië, meestal in de buurt van rivieren.